# Panic (Fernsehserie)
Panic ist eine US-amerikanische Fernsehserie von Lauren Oliver, die auf ihrem Roman Panic – Wer Angst hat, ist raus. basiert. Die Hauptrollen spielen Olivia Welch, Mike Faist und Jessica Sula. Die Serie feierte weltweit am 28. Mai 2021 Premiere auf Prime Video.

## Handlung
Heather Nill lebt mit ihrer Mutter und Schwester im fiktiven Carp in Texas in ärmlichen Verhältnissen. Heathers Traum ist es eine Ausbildung zur Buchhalterin zu machen. Dafür hat sie sich über die Jahre Geld gespart. Ihre Mutter entwendet ihr jedoch das Geld wegen einer Autoreparatur. Heather sieht nur noch eine Chance, um wieder an Geld zu kommen: Sie muss am illegalen Spiel Panic teilnehmen.
Hier müssen sich die Kandidaten ihren Ängsten in gefährlichen Abenteuern stellen. Beim letztjährigen Spiel sind zwei Teilnehmer ums Leben gekommen, weswegen der Sheriff verzweifelt versucht, dem Spiel auf die Spur zu kommen.
Heather tritt somit gegen ihre beste Freundin Natalie, Ray und dem neu zugezogenen Dodge an, um das Preisgeld von 50.000 Dollar zu sichern.

## Hintergrund
Im Juni 2018 bestellte Amazon Studios eine Pilotfolge der Fernsehserie. Dabei basiert sie auf dem Roman Panic – Wer Angst hat, ist raus. von Lauren Oliver, die auch als Produzentin und Drehbuchautorin agieren wird. Die zentralen Hauptrollen wurden im August 2018 mit Olivia Welch, Mike Faist und Ashlei Sharpe Chestnut besetzt. In den darauffolgenden Wochen wurden Ray Nicholson, Will Chase und Kevin Alves gecastet. Die Pilotfolge wurde im September 2018 in Los Angeles gedreht. Im Mai 2019 gab Amazon eine erste Staffel in Auftrag.
Nach Bekanntgabe der Serienbestellung ersetzten Jessica Sula, Enrique Murciano und Camron Jones die bisherigen Darsteller Sharpe Chestnut, Chase und Alves. Die Dreharbeiten zu den zehn Folgen umfassende Staffel begannen im Oktober 2019 in Austin, Texas.
Im August wurde die Fernsehserie nach der ersten Staffel eingestellt.

## Besetzung und Synchronisation
Die deutschsprachige Synchronisation entsteht nach den Dialogbüchern von Patrick Baehr durch die Synchronfirma Arena Synchron in Berlin.

### Hauptbesetzung
| Rolle                | Schauspieler     | Hauptrolle | Synchronsprecher     |
| -------------------- | ---------------- | ---------- | -------------------- |
| Heather Nill         | Olivia Welch     | 1.01–1.10  | Giovanna Winterfeldt |
| Dodge Mason          | Mike Faist       | 1.01–1.10  | Patrick Keller       |
| Natalie Williams     | Jessica Sula     | 1.01–1.10  | Sophie Lechtenbrink  |
| Ray Hall             | Ray Nicholson    | 1.01–1.10  | Roman Wolko          |
| Bishop Moore         | Camron Jones     | 1.01–1.10  | Tim Schwarzmaier     |
| Sheriff James Cortez | Enrique Murciano | 1.01–1.10  | Gerrit Hamann        |

### Nebenbesetzung
| Rolle                  | Schauspieler          | Nebenrolle                       | Synchronsprecher  |
| ---------------------- | --------------------- | -------------------------------- | ----------------- |
| Sherri Nill            | Rachel Bay Jones      | 1.01, 1.04–1.08                  | Katrin Fröhlich   |
| Jessica Mason          | Nancy McKeon          | 1.01, 1.03, 1.06–1.07, 1.09–1.10 | Alexandra Wilcke  |
| Capt. John Williams    | Todd Williams         | 1.01–1.10                        | Torben Liebrecht  |
| Sgt. Christine Langley | Lee Eddy              | 1.01–1.10                        |                   |
| Daniel Diggins         | David W. Thompson     | 1.01–1.10                        | Tobias Diakow     |
| Tyler Young            | Jordan Elsass         | 1.01–1.08, 1.10                  | Marco Eßer        |
| Sarah Miller           | Maya Hendricks        | 1.01–1.03, 1.05–1.07, 1.09–1.10  |                   |
| Drew Santiago          | Cosme Flores          | 1.01–1.08, 1.10                  |                   |
| Summer Calvo           | Leslie Ann Leal       | 1.01–1.10                        |                   |
| Troy Van               | Stephen Dinh          | 1.01–1.06, 1.08, 1.10            |                   |
| Lily Nill              | Kariana Karhu         | 1.01–1.02, 1.04–1.10             | Frieda Rudolph    |
| Shawna Kenny           | Tatiana Roberts       | 1.01–1.08, 1.10                  |                   |
| Adam Lyons             | Bryce Cass            | 1.01–1.04, 1.08, 1.10            |                   |
| Leela Agerwal          | Sharmita Bhattacharya | 1.01–1.04, 1.06, 1.08, 1.10      |                   |
| Hunt Kenny             | Nasir Villanueva      | 1.01–1.02, 1.04–1.06, 1.08, 1.10 |                   |
| George Moore           | Ben Cain              | 1.01, 1.03, 1.05–1.07            |                   |
| Max Slinger            | Chris Zurcher         | 1.01, 1.04, 1.06–1.07            | Alex Friedland    |
| Anne McCarthy          | Bonnie Bedelia        | 1.02–1.04, 1.06–1.10             | Sabine Walkenbach |
| Melanie Cortez         | Moira Kelly           | 1.02–1.03, 1.06–1.10             |                   |
| Myra Campbell          | Tate Panovich         | 1.02, 1.05, 1.09–1.10            |                   |
| Dayna Mason            | Madison Ferris        | 1.03, 1.06, 1.08–1.10            |                   |
| Ruby Anne McDonough    | Kerri Medders         | 1.03, 1.05–1.06, 1.10            |                   |
| Luke Hall              | Walker Babington      | 1.04, 1.06–1.07, 1.09–1.10       | Björn Schalla     |

## Episodenliste
| Nr.                                                                           | Deutscher Titel | Originaltitel | Regie           | Drehbuch                        |
| ----------------------------------------------------------------------------- | --------------- | ------------- | --------------- | ------------------------------- |
| 1                                                                             | Panic           | Panic         | Ry Russo-Young  | Lauren Oliver                   |
| 2                                                                             | Höhen           | Heights       | Ry Russo-Young  | Lauren Oliver                   |
| 3                                                                             | Fallen          | Traps         | Jamie Travis    | Lauren Oliver                   |
| 4                                                                             | Flucht          | Escape        | Jamie Travis    | Lauren Oliver                   |
| 5                                                                             | Phantome        | Phantoms      | Viet Nguyen     | Lauren Oliver                   |
| 6                                                                             | Ausweglos       | Dead-End      | Viet Nguyen     | Lauren Oliver                   |
| 7                                                                             | Vertrauen       | Trust         | Megan Griffiths | Lauren Oliver                   |
| 8                                                                             | Rückkehr        | Returns       | Megan Griffiths | Lauren Oliver                   |
| 9                                                                             | Käfige          | Cages         | Megan Griffiths | Lauren Oliver                   |
| 10                                                                            | Turnier         | Joust         | Megan Griffiths | Carlton Cuse & Meredith Averill |
| Alle Episoden wurden weltweit am 28. Mai 2021 auf Prime Video veröffentlicht. |                 |               |                 |                                 |

## Rezeption
Loryn Pörschke-Karimi von Serienjunkies.de schreibt: „Insgesamt ist das Niveau der Produktion hoch, die Darsteller sind gut gecastet und die Story schafft, was sie auszieht, zu tun: uns in eine Welt der Teenager mitzunehmen, in der die Regeln der Erwachsenenwelt noch nicht voll gelten, aber immer mehr durchschlagen.“
Christopher Diekhaus von Wunschliste.de urteilt: „Festhalten kann man nach der Hälfte dagegen sehr wohl, dass „Panic“ zwar keine besonders anspruchsvolle Serienunterhaltung bietet, der um einige Liebeswirren angereicherte Mix aus lebensbedrohlichen Herausforderungen, Kleinstadtödnis und Ausbruchsträumen jedoch eine gewisse Sogwirkung entfaltet. Erwähnenswert sind in diesem Zusammenhang auch die durch die Bank überzeugenden Darbietungen der Schauspieler.“